# Mirela Brekalo
Mirela Brekalo, född 6 februari 1956 i Zagreb i Kroatien, är en kroatisk skådespelerska. 
Hon är mest känd för sin roll som den Marica Odak i serie Ruža vjetrova. 

## Filmografi, i urval
- 1979 – Živi bili pa vidjeli
- 2000 – Naši i vaši (TV-serie)
- 2004 – Duga mračna noć
- 2007 – Odmori se, zaslužio si (TV-serie)
- 2008 – Kino Lika
- 2010 – Neke druge priče
- 2011 – Vikend
- 2011 – Kotlovina
- 2011 – Ruža vjetrova